# Siona obsoleta
Siona obsoleta är en fjärilsart som beskrevs av Stephens 1925. Siona obsoleta ingår i släktet Siona och familjen mätare. Inga underarter finns listade i Catalogue of Life.